# Iglesia de Nuestra Señora de la Asunción (Valdeolivas)
La iglesia de Nuestra Señora de la Asunción es un edificio de la localidad española de Valdeolivas, en la provincia de Cuenca.

## Descripción

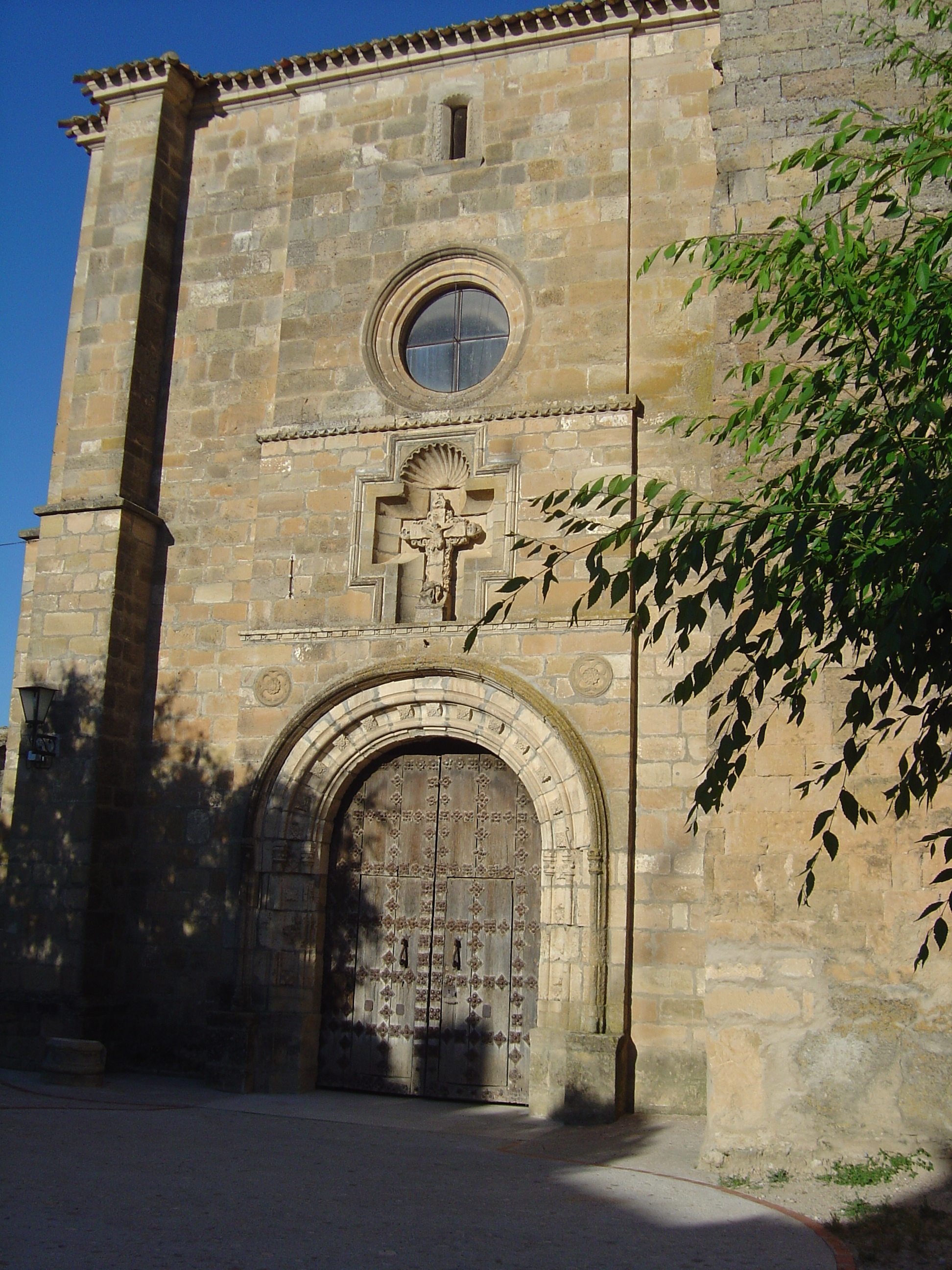
Portada de la iglesia

La iglesia de Nuestra Señora de la Encarnación se ubica en la localidad conquense de Valdeolivas, en Castilla-La Mancha.
Consta de una nave principal, un ábside en la cabecera y torre a sus pies, más una nave adosada al costado sur, a la que se abren dos capillas y un porche. Uno de los elementos más notables de la iglesia es el ábside de la planta semicircular. Exteriormente tiene tres contrafuertes formados por haces de tres columnas terminados en capiteles anillados a la altura de la cornisa.
Otra de las partes importantes es la torre prismática, de planta cuadrada: la base, lisa y ciega, y una serie de pisos con arquerías pareadas en cada lado. El último cuerpo remata con cornisa del siglo XVI. Se trata de un notable ejemplo de la arquitectura medieval cristiana en la provincia de Cuenca.

## Estatus patrimonial
El 15 de enero de 1982 fue declarada monumento histórico-artístico, mediante un real decreto publicado el 24 de marzo de ese mismo año en el Boletín Oficial del Estado, con la rúbrica de Juan Carlos I y de la entonces ministra de Cultura Soledad Becerril. En la actualidad está considerada Bien de Interés Cultural.